# Steatoda albomaculata infuscata
Steatoda albomaculata infuscata is een spinnenondersoort in de taxonomische indeling van de kogelspinnen (Theridiidae).
Het dier behoort tot het geslacht Steatoda. De wetenschappelijke naam van de soort werd voor het eerst geldig gepubliceerd in 1925 door Ehrenfried Schenkel-Haas.